# Robert Van Osdel
Robert Van Osdel (né le 1er avril 1910 à Selma et décédé le 6 avril 1987 à West Hollywood) est un athlète américain spécialiste du saut en hauteur. Affilié à l'USC Trojans, il mesurait 1,83 m pour 68 kg.

## Biographie

### Palmarès
| Date | Compétition           | Lieu        | Résultat | Performance |
| ---- | --------------------- | ----------- | -------- | ----------- |
| 1932 | Jeux olympiques d'été | Los Angeles | 2e       | 1,97 m      |

### Records
| Épreuve         | Performance | Lieu | Date |
| --------------- | ----------- | ---- | ---- |
| Saut en hauteur | 2,013 m     |      | 1930 |